# Chasseurs d'ombres
Chasseurs d'ombres (Shadow Chasers) est une série télévisée fantastique humoristique américaine en un pilote de 92 minutes et douze épisodes de 47 minutes, créée par Kenneth Johnson et Brian Grazer et dont seulement neuf épisodes ont été diffusés entre le 14 novembre 1985 et le 16 janvier 1986 sur le réseau ABC.
En France, la série a été diffusée à partir du 25 mai 1988 sur La Cinq. Rediffusion du 
28 septembre 1988 au 31 décembre 1988, puis en septembre 1990 sur La Cinq.

## Synopsis
Le professeur MacKenzie, un anthropologue, qui travaille pour le Dr Julianne Moorhouse, cherche le rationnel à toutes les choses surnaturelles qu’il rencontre dans ses enquêtes, alors que son excentrique collègue Benedek, lui, cherche le sensationnel, et croit en tout : paranormal, fantômes, zombies, extra-terrestres, monstres, etc. Ils vont faire face à tout ça ensemble malgré leurs divergences d’opinions.

## Distribution
- Trevor Eve (VF : Jacques Frantz (épisode pilote) ; Richard Darbois) : Professeur Jonathan MacKensie
- Dennis Dugan (VF : Philippe Peythieu) : Edgar « Benny » Benedek
- Nina Foch : Dr Juliana Moorhouse
- Laurie O'Brien : Vicki Pasternack
- Cameron Dye (VF : Jean-François Vlérick) : Eric Pasternack
- Richard Romanus (VF : Daniel Gall) : Bailey / Eli Buck
- Fran Bennett (en) (VF : Liliane Gaudet) : Dr. Frolov
- Geoffrey Lewis (VF : Jean-Claude Robbe) : Cooper
- Leslie Wing : Amelia Earhart
- Michael Swan : Wyatt Earp
- Bart Braverman (VF : Vincent Violette) : D'Artagnan
- Teresa Ganzel (VF : Dorothée Jemma) : Christy
- Robert F. Lyons (VF : Bernard Murat) : Dr. Randall
- Brenda Strong (VF : Véronique Augereau) : Angela Taylor
- Jason Bernard : Burke
- Eric Boles (VF : Emmanuel Jacomy) : Leopold Miller
- Bill Morey (VF : Yves Barsacq) : Dr. Carver
- Kenneth Kimmins (VF : Michel Modo) : Le révérend Wilkes
- Patricia Duff : Emily Benson
- William Edward Phipps (VF : Claude Joseph) : Le conducteur du train
- Robbie Rist (VF : Hervé Rey) : Corky Weatherly
- Eileen Barnett (VF : Martine Meiraghe) : Beth Clark
- Richard Schaal (VF : Hervé Rey) : George Trattner
- Mandy Ingber (VF : Barbara Tissier) : Frankie
- Joshua Gallegos (VF : Jean-Claude Sachot) : Le chef de police Waters
- Kathryn Leigh Scott (VF : Véronique Augereau) : Gwen Page
- Shawn Schepps : Suzie Garlock
- Fay Hauser : Ivy
- Marsha Hunt (VF : Liliane Gaudet) : Cora Walsh
- Barrie Ingham (VF : Yves Barsacq) : Hans Loeffler
- Michael Preston (VF : Gilbert Lévy) : Corbin
- Deborah White (VF : Martine Meiraghe) : Laurie Wilson
- Scott Jaeck : Michael Tipton

## Épisodes
1. Chasseurs d'ombres[1] (Shadow Chasers)
2. La Malédiction de Toutankhamon (The Spirit of St. Louis)
3. Une étrange apparition (Amazing Grace)
4. Bienvenue au Paradis (The Middle of Somewhere)
5. La Potion des dieux (Parts Unknown)
6. Le Fantôme de l'hôtel (The Many Lives of Jonathan)
7. Zombie ou pas zombie (Phantom of the Galleria)
8. Le Maître des plantes (How Green Was My Murder)
9. Malédiction (Let's Make a Deal)
10. Un amour d'extra-terrestre (Cora's Stranger)
11. Le Loup de la peine lune (Curse of the Full Moon)
12. Le Vampire de ces dames (Blood and Magnolias)
13. Voyage dans le passé (Ahead of Time)

## Commentaires
Les X-Files avant l’heure, mais avec le comique en plus. Mais qui n’a pas eu la même chance.
Une série annulée au bout d’une saison, comme beaucoup d’autres telles que Manimal et Le Magicien.
Peu de diffusions en France, deux ou trois seulement. Le pilote n’a été diffusé qu’une seule fois. Et aux États-Unis, les quatre derniers épisodes n’ont même pas été diffusés.
Créé par Kenneth Johnson, à qui l’on doit la série V, L'Incroyable Hulk, L'Homme qui valait trois milliards, etc., Chasseurs d’ombres est un peu un mélange de Ghostbusters et de X-Files, amusante et parfois loufoque (avec des doses d’émotions tout de même parfois).